# Želiezovce
Želiezovce (mađ. Zselíz, njem. Zelis) je grad u Nitranskom kraju u južnoj Slovačkoj u blizini mađarske granice. Grad upravno pripada Okrugu Levice. 

## Zemljopis
Grad se nalazi 30 km od okružnog središta Levice i 30 km od Štúrova. Gradom teče rijeka Hron. Dijelovi grada su Želiezovce - grad, Mikula, Svodov i Veľký dvor.

## Povijest
Područje grada bilo je naseljeno još u brončanom dobu, za vrijeme Velikomoravske kneževine, a jedni od stanovnika na ovom području bilo je i germansko pleme Kvadi. Gradić se prvi put spominje 1274. godine. Grad je do 1918. bio u sastavu Kraljevine Ugarske, kada je pripojen novonastaloj državi Čehoslovačkoj. Za vrijeme Drugog svjetskoga rata grad je teško oštećen, a od 1938. do 1945. godine pripadao je Mađarskoj kao rezultat Prve bečke arbitraže.

## Stanovništvo
| Godina:     | 1993. | 2003.   | 2013.   | 2023.   |
| ----------- | ----- | ------- | ------- | ------- |
| Broj ljudi: | 7601  | 7503    | 7115    | 6588    |
| Razlika:    |       | -1,28 % | -5,17 % | -7,40 % |

| Godina:     | 2022. | 2023.   |
| ----------- | ----- | ------- |
| Broj ljudi: | 6645  | 6588    |
| Razlika:    |       | -0,85 % |

Prema popisu stanovništva iz 2001. godine grad je imao 7522 stanovnika.
Prema vjeroispovijesti u gradu živi najviše rimokatolika koji čine 61,27 % stanovništva.

### Etnički sastav
- Mađari - 51,25 %
- Slovaci - 47,10 %
- Romi - 0,55 %
- Česi - 0,49 %

## Vanjske poveznice
- Službena stranica grada

### Ostali projekti
|  | Zajednički poslužitelj ima još gradiva o temi Želiezovce |